# Settimo forte

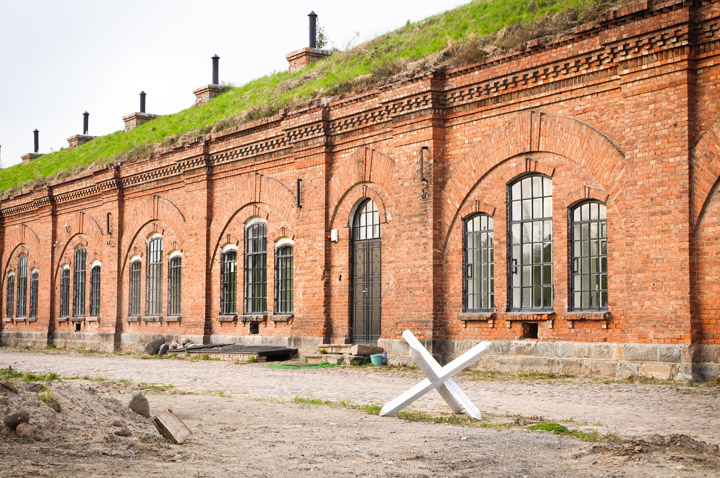
Caserma del settimo forte

Il Settimo Forte o Forte VII è una fortificazione difensiva costruita nel distretto di Žaliakalnis di Kaunas, in Lituania, durante l'implementazione della prima fase della costruzione della fortezza cittadina. Si trova vicino all'Ospedale dell'Università Lituana della Scienza della Salute. Questo forte divenne l'ultima fortificazione realizzata in mattoni della fortezza di Kaunas. Il settimo forte è vicino alle difese centrali e si trova nella parte posteriore del complesso. Il primo gruppo ad insediarsi nel forte fu l'11ª compagnia di artiglieri della fortezza di Kaunas (Esercito imperiale russo). Nel 1915, l'esercito tedesco occupò questo forte senza dover combattere. La struttura è uno dei migliori esempi sopravvissuti di un forte a due bastioni, che mostra il design tipico di un edificio difensivo russo in mattoni del XIX secolo. Molti elementi autentici sono ancora visibili oggi, quali i sostegni delle finestre in ferro e alcune rovine dei cancelli antistanti all'armeria. Durante i lavori di restauro, sono stati trovati numerosi dettagli interni originali (decorazioni interne, pavimentazioni, accessori per porte e cancelli dinanzi agli armadi per munizioni).

## Architettura

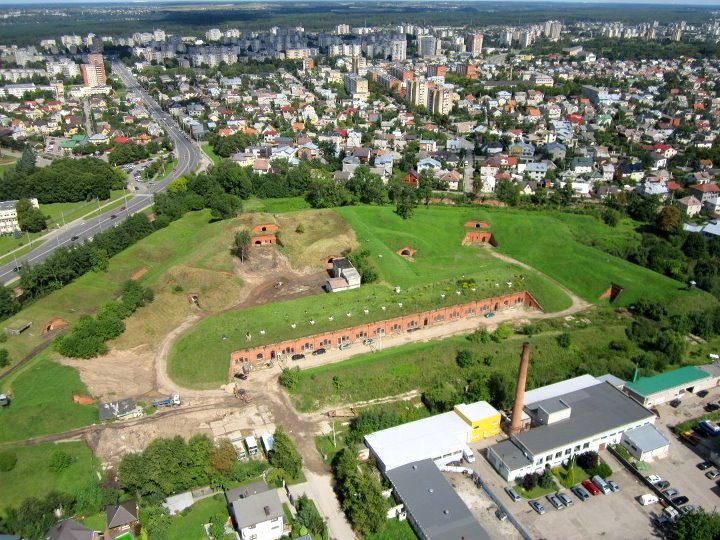
Veduta aerea del forte nel 2011

L'idea di progettare il forte nacque su sollecito del Consiglio degli ingegneri militari dell'Impero russo nel 1882, mentre si modificava la tipica struttura del forte in mattoni da due mura nel 1879. Il contratto per la costruzione del Settimo Forte fu firmato il 7 luglio 1883 tra il tenente colonnello della riserva Nikolay Shevtsov in qualità di appaltatore e il Consiglio degli Ingegneri di Fortezza. I lavori furono ultimati nel 1888. Tutti gli edifici del forte sono tipiche strutture fortificate in mattoni rossi con rivestimenti a volta antiproiettili da poco più di 20 cm. Gli edifici più grandi sono le caserme. Il forte, la cui pianta è asimmetrica, aveva due arsenali nella parte anteriore, due sui fianchi e uno centrale, più quattro ulteriori magazzini per armi da fuoco, due esclusivamente per i fucili negli angoli posteriori del forte e un fossato difensivo. Da ogni lato, ad eccezione della sezione posteriore, il forte era circondato da una parete controscarpa e un glacis dietro di esso.
La superficie totale occupata dal complesso è di 18 acri.

## Artiglieria
Il Settimo Forte era armato con otto mitragliatrici calibro 1877 da 152 mm, venti cannoni leggeri (calibro 87 mm), quattro mortai calibro 15 cm in rame e due mitragliatrici Maxim. Per proteggere il fossato difensivo del Forte, furono installati nove cannoni leggeri di calibro 87 mm sugli affusti Nasvetevich e quattro sistemi di cannoni Nordenfeld da 57 mm lungo la casamatta, sulle caponiere e semi-caponiere del forte. Più di 15.000 proiettili di calibro diverso e 300.000 colpi furono immagazzinati in cinque magazzini di munizioni.
Durante la prima guerra mondiale, fu installato un cannone Canet da 152 mm calibro 45 vicino al Forte, che sparò con successo le trincee nemiche nell'area del villaggio di Germaniškiai.

## Periodo interbellico
Un'unità delle Lietuvos kariuomenės Sausumos pajėgos fu posizionata nel forte dal 1919. Il suo obiettivo fu quello di acquisire le strumentazioni militari lasciate dai tedeschi e renderle utilizzabili dal recentemente costituito esercito nazionale. Nel 1924, l'archivio centrale lituano e l'archivio militare di nuova creazione si trasferirono nel forte. Le caserme militari furono sostituite dagli archivi civili: i lavori furono guidati dall'architetto lituano Vladimiras Dubeneckis. Le stanze interne dell'ex fortezza dell'ala orientale della caserma furono rimosse per realizzare l'ufficio del direttore dell'archivio. Fu inoltre costituito un locale caldaie per il sistema di riscaldamento centrale sotto la casamatta, vicino al corridoio centrale della caserma. Sebbene il fosse stato adattato per usi civili, preservò comunque le restrizioni precedenti: per entrare nel settimo forte era infatti necessaria l'autorizzazione dell'esercito.

## Seconda guerra mondiale
Il settimo forte divenne sede di un campo di concentramento durante l'occupazione tedesca della Lituania, avvenuta quando la Germania nazista dichiarò guerra all'Unione Sovietica. Gli ordini tedeschi di concentrare gli ebrei lituani in un campo separato furono emendati il 29 giugno 1941. Furono costituiti poco dopo la soppressione del Fronte attivista i Tautinio Darbo Apsaugos Batalionas (battaglioni noti in acronimo come TDA) per la protezione del campo e l'omicidio dei suoi prigionieri. L'SS-Standartenführer Karl Jäger, comandante dell'Einsatzkommando 3, diresse le manovre volte ad eseguire i prigionieri. Quasi 5.000 vittime (di cui 3.000 causate da collaborazionisti) furono uccise nel territorio del forte dal 30 giugno 1941 fino alla sua chiusura il 10 agosto 1941. I rimanenti prigionieri furono trasferiti nel ghetto di Kaunas. La maggior parte di essi erano abitanti ebrei della città. Il più alto tasso di morti registrato in un singolo giorno fu registrato il 4 luglio (463 persone) e il 6 luglio (2.514 persone). I corpi furono gettati nel vuoto formato dalla semicaponiera. Responsabili del massacro furono gli ufficiali dei battaglioni della TDA, insieme ai loro subordinati. Tra le vittime si annoverano il rabbino Elchonon Wasserman (1875–1941) e il poeta lituano Vytautas Montvila (1902–1941).
A partire dal settembre 1941, il Settimo Forte divenne un centro detentivo per prigionieri di guerra noto come Stalag 336 o Stalag 336 F. I primi ad essere internati furono uomini di nazionalità ucraina. Di questi, circa 1.500 morirono a causa del freddo, delle malattie e della malnutrizione nell'inverno del 1941-1942. Il numero esatto di prigionieri di guerra morti e sepolti nel Settimo Forte è sconosciuto. Il forte fu anche usato per addestrare il personale ausiliario tedesco (Hilfswilliger).

## Epoca sovietica
Le vecchie caserme, il quartier generale e i magazzini della fortezza furono utilizzati dai reggimenti dell'Armata Rossa. I forti vennero trasformati in magazzini nei luoghi previsti per lo schieramento dei soldati. L'unità pioniera impegnata nella ricostruzione dei ponti fatti saltare durante la seconda guerra mondiale decise di dirigere le proprie operazioni dal settimo forte. Più tardi, il forte fu trasferito nel 29° Voentorg (rifornimento militare) del Distretto militare baltico. I depositi e l'amministrazione Voentorg si insediarono nelle caserme del forte e nei sotterranei dismessi. Durante questo periodo, il forte storico subì molti danni: il fossato difensivo fu riempito di immondizia e sporcizia, le facciate degli edifici riportarono danni dovuti alla malagestione, il sistema di drenaggio fu distrutto, il cortile per l'artiglieria a sinistra fu pavimentato con asfalto e fu dato spazio al garage per il deposito di autoveicoli.

## Lituania indipendente
Dopo che l'esercito russo lasciò la Lituania nel 1993, il settimo forte è passato in gestione alla Forza Volontaria di Difesa Nazionale. (KASP) Dal 1993 al 2007 sono state schierate tre compagnie del 22º battaglione KASP. Il governo lituano decise di vendere il forte dopo il trasferimento degli uomini in un'altra struttura, non avendo programmato un fine alternativo: la comunità ebraica di Kaunas si è apertamente opposta a tale decisione.
La ricostruzione della struttura è iniziata nella primavera del 2009, quando l'organizzazione no-profit lituana Military Heritage Center è diventata la proprietaria del luogo. Uno dei primi progetti realizzati nel forte fu la ricerca scientifica e sulla storia del complesso, il restauro delle casematte e la rimozione della pavimentazione in asfalto. Inoltre, sono stati demoliti i garage in disuso ed è stato rimesso in funzione il sistema di drenaggio, rendendo così di nuovo accessibile la caponiera posteriore.
Il settimo forte ha aperto le sue porte ai visitatori nella primavera del 2011 per la prima volta nella sua storia. Lo stesso anno furono trovate tombe delle vittime del genocidio nell'ala destra. Il sito è stato ripulito da piante e rifiuti ed è stato eretto un monumento commemorativo nel 2016. Dal 2012, il Settimo Forte è tutelato dall'Associazione dei musei lituani. Ci sono esposizioni create della storia della fortezza di Kaunas e dell'evoluzione dell'artiglieria nelle caserme. Sono stati creati percorsi organizzati, programmi educativi scolastici ed eventi di vario genere intesi a ricordare gli importanti eventi della storia lituana accaduti nel forte.

## Galleria d'immagini

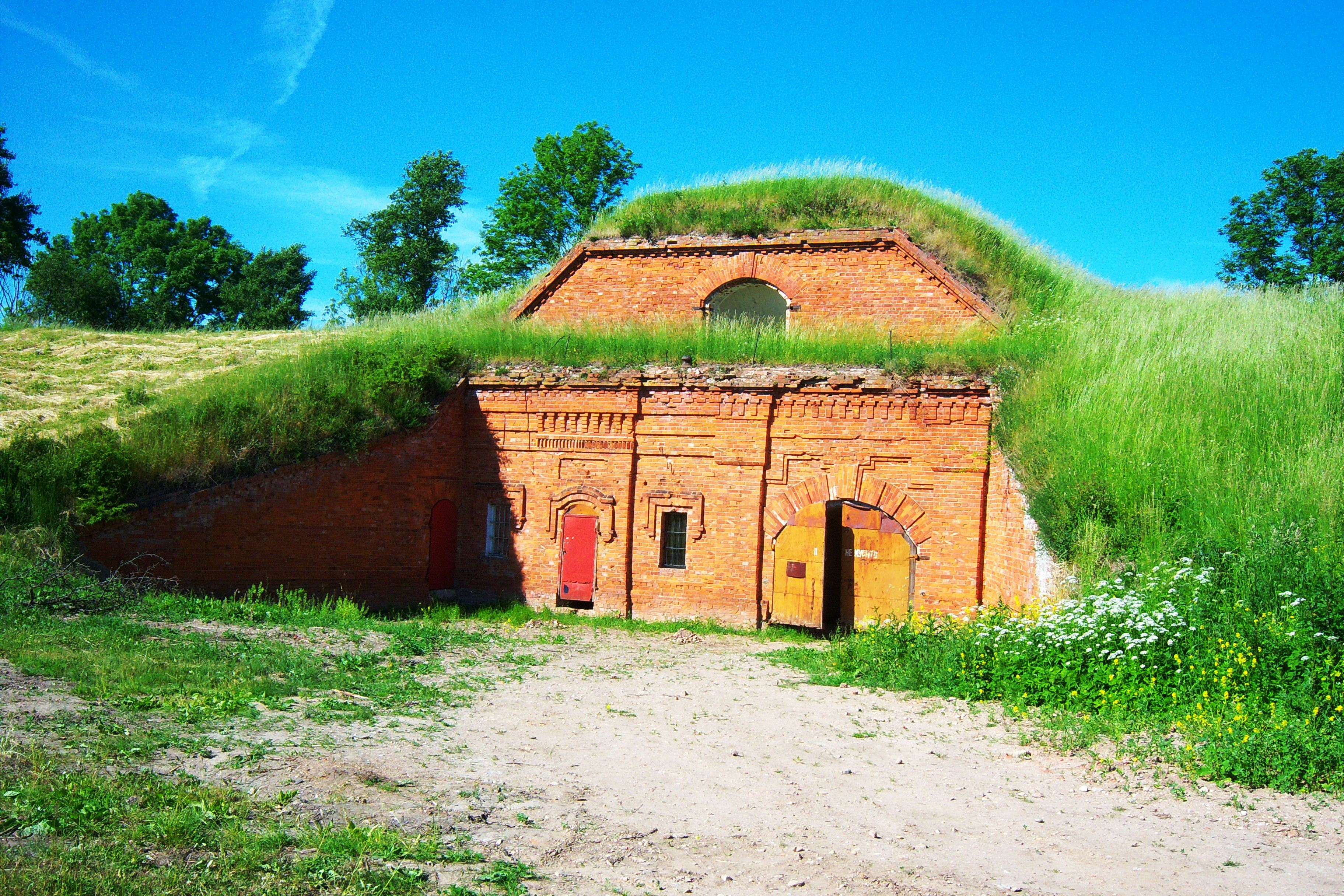
Una delle caserme
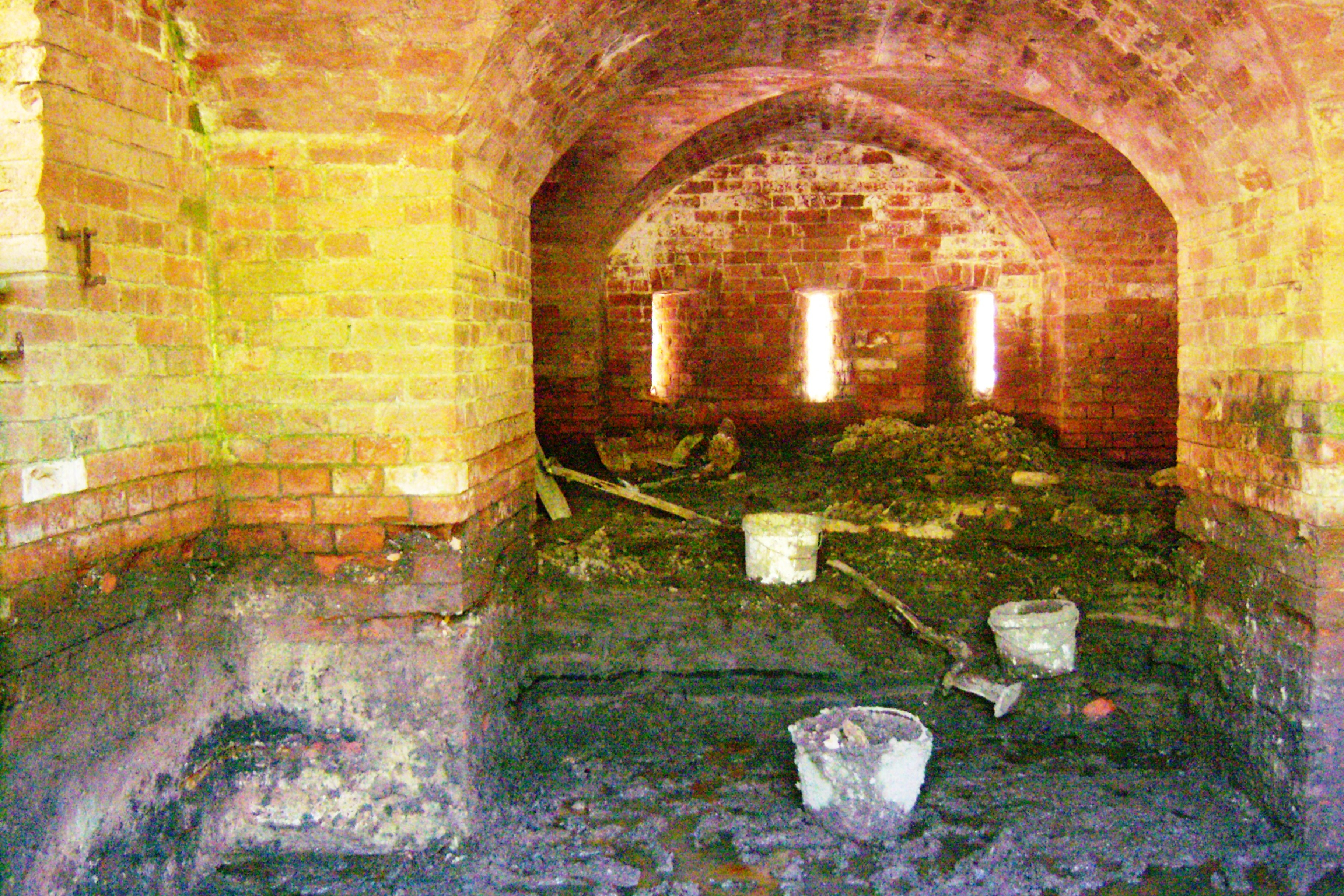
Interni di una caserma
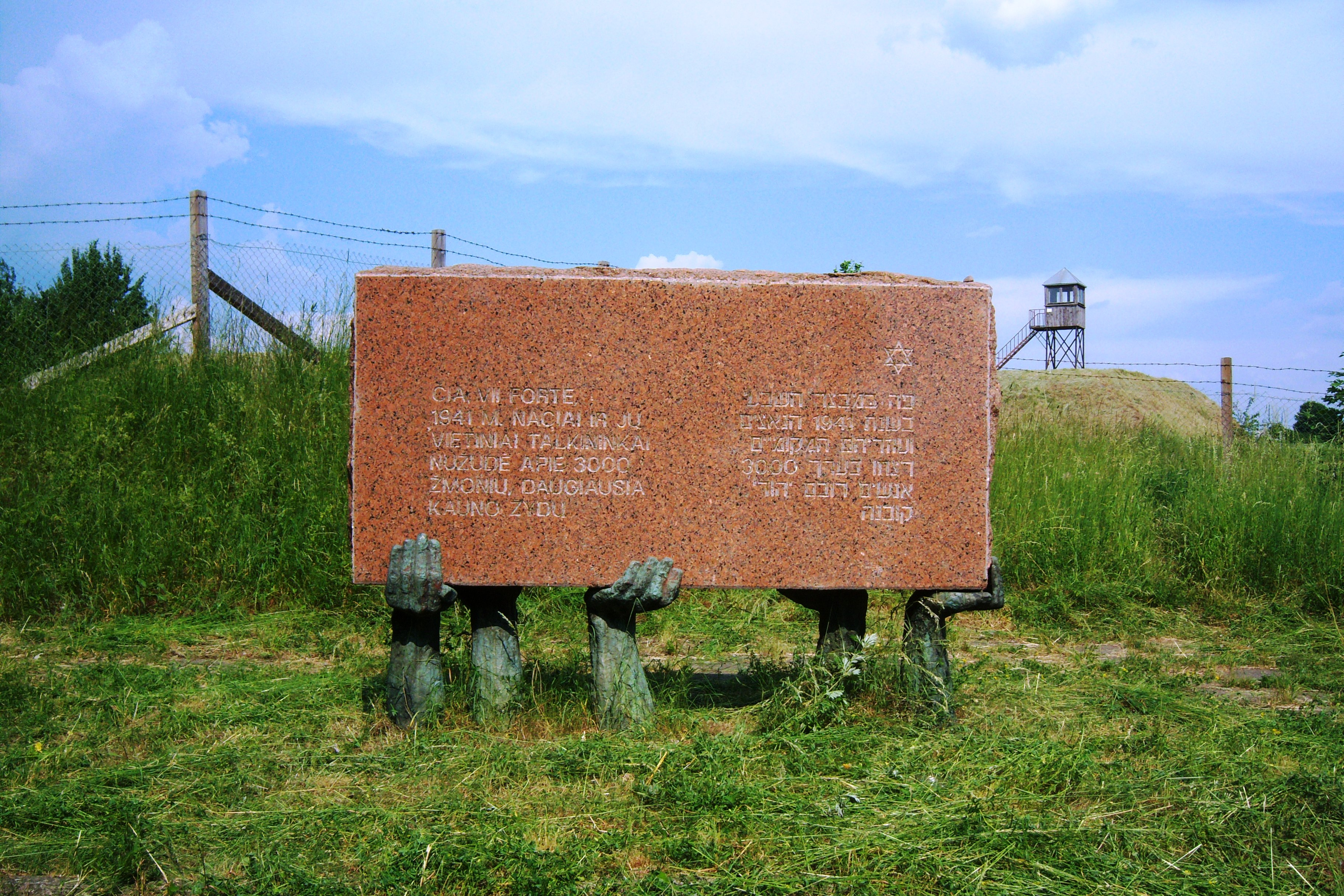
Monumento commemorativo dedicato alle vittime della Shoah